# Raghid al-Tatari
Raghid al-Tatari (arabisch رغيد أحمد التتري, DMG Raghīd Aḥmad at-Tatrī; * am 25. Dezember 1954 in Damaskus, Syrische Republik) ist ein ehemaliger syrischer Militärpilot, war Syriens am längsten inhaftierter politischer Gefangener und verbrachte 43 Jahre in Haft, bevor er 2024 nach der Einnahme von Damaskus durch Oppositionskräfte freigelassen wurde.

## Leben
Ragheed Ahmad al-Tatari wurde am 25. Dezember 1954 in Damaskus, Syrien, geboren. 1972 trat er in die Luftwaffenakademie ein, die er 1975 abschloss. Anschließend diente er in verschiedenen Geschwadern der syrischen Luftwaffe. Als die syrische Armee 1976 im Libanon einmarschierte, bombardierte die Luftwaffe auch Ziele dort. Mit einigen Kollegen sprach sich al-Tatari dagegen aus; sie blieben unbehelligt.

### Verhaftungen und Prozesse
Im Jahr 1980 wurde al-Tatari vor Gericht gestellt, nachdem er sich geweigert hatte, an einem Bombenangriff auf Hama teilzunehmen. Obwohl das Gericht ihn letztlich freisprach, wurde er aus dem Militärdienst entlassen. Nach seiner Entlassung hielt er sich acht Monate in Jordanien auf und reiste anschließend nach Ägypten, wo er politisches Asyl beantragte. Dieser Antrag wurde jedoch abgelehnt. 1981, nach der Ermordung des ägyptischen Präsidenten Anwar as-Sadat, sah er sich gezwungen, nach Syrien zurückzukehren. Kurz nach seiner Rückkehr wurde er zusammen mit anderen Kollegen von der syrischen Luftwaffen-Geheimdienstdirektion verhaftet. Über mehrere Jahre hinweg gab es keinerlei Informationen über seinen Verbleib, weder für seine Ehefrau noch für andere Angehörige. Nach vier Jahren Haft sei er von einem Richter, ohne selber je ein Wort sagen zu können, verurteilt worden, weil er ein Komplott geschmiedet hätte, mit syrischen Flugzeugen den Amerikanern zu helfen. Später wurde das Urteil geändert in den Vorwurf, er habe geheime Dokumente ins Ausland gebracht.

### Haft
Während seiner Inhaftierung wurde al-Tatari in verschiedenen Militärgefängnissen festgehalten: drei Jahre im Mezzeh-Gefängnis, sechzehn Jahre im berüchtigten Gefängnis Tadmur und elf Jahre im Gefängnis Saidnaya.
Nach dem Machtwechsel zu Baschar al-Assad offerierte ihm ein Offizier die Freilassung im Gegenzug für ein Schuldeingeständnis. Tataris Standhaftigkeit, sich nicht für etwas schuldig zu erklären, das er nicht getan hatte, kostete ihn „zwei weitere Jahrzehnte“ in Haft, schrieb der Tages-Anzeiger.
Mit dem Beginn des Bürgerkriegs in Syriens 2011 verschärfte das Regime die Repression und nahm tausende Demonstrierende fest, was zu einer Umstrukturierung der Gefängnispopulation führte. In dieser Zeit wurden hunderte radikale Islamisten freigelassen, während al-Tatari in das zivile Adra-Gefängnis verlegt wurde.
Aus Protest gegen die Haftbedingungen verweigerte er das Tragen der vorgeschriebenen Gefängnisuniform, was dazu führte, dass ihm Besuche seiner Familie untersagt wurden. Während seiner Haft entwickelte er außergewöhnliche künstlerische und handwerkliche Fähigkeiten, indem er Materialien wie Brotkrümel, Zucker, Zitronensäure und Olivenkerne verwendete, um komplexe Kunstwerke zu schaffen. Zudem organisierte er Schachturniere, wobei er die Spielfiguren aus Brotteig formte und die Bretter auf Stoff zeichnete. In den drei Jahren in Tartus gegen Schluss seiner Haft durfte er malen, wofür ihm der Direktor ein kleines Zimmer gab.
Nach Angaben des Präsidenten der Vereinigung der Gefangenen und Verschwundenen des Gefängnisses Saidnaya wird al-Tatari als der am längsten inhaftierte politische Gefangene der Welt anerkannt. Sein Sohn Waiʾl, der kurz nach der Verhaftung seines Vaters geboren wurde und diesen erst 2005 persönlich traf, lebt inzwischen als Flüchtling in Kanada und setzte sich aktiv für die Freilassung seines Vaters ein.

### Freilassung
Am 8. Dezember 2024 wurde Raghid al-Tatari nach der Einnahme von Damaskus durch die syrischen Oppositionskräfte freigelassen. Insgesamt verbrachte er etwa 43 Jahre in Haft.